# Parafia św. Marcina w Ujeździe Górnym
Parafia św. Marcina w Ujeździe Górnym znajduje się w dekanacie strzegomskim w diecezji świdnickiej. Była erygowana w 1857 r. Jej proboszczem jest ks. Piotr Repelowski.